# 鼎中路
鼎中路（Dingjhong Rd.）為高雄市三民區的南北向道路，起端為大中一路，末端為大昌一路，是鼎金系統交流道的重要聯外道路之一。

## 行經行政區域
- 三民區

## 沿線設施
（由北至南）
- 鼎金系統交流道
- 全聯福利中心鼎中店
- 高雄市立獅湖國小
- 獅湖公園
- 文藻外語大學
- 玉山銀行大昌分行
- 金玉堂批發廣場鼎中店
- 小北百貨鼎中店

## 公共自行車
- 高雄市公共自行車租賃系統：
  - 獅湖國小：鼎中路/鼎中路669巷口東南側
  - 文藻外語大學：鼎中路601號(對面人行道)
  - 鼎中路199巷口：鼎中路/鼎中路199巷口西南側

## 相關連結
- 高雄市主要道路列表